# Sultanat de Sokoto
El califat de Sokoto, també conegut com el sultanat de Sokoto (haussa: Daular Khalifar Sakkwato; àrab: دولة الخلافة في بلاد السودان, Dawlat al-Ḫilāfa fī Bilād as-Sūdān, ‘Estat del Califat al País dels Negres’) fou un estat africà que va existir des del començament del segle xix i perdé el poder el 1903, tot i que en l'actualitat encara conserva una gran influència.

## Antecedents
La caiguda de l'Imperi Songhai a mans d'Àhmad al-Mansur a la batalla de Tondibi en 1591 va deixar un buit de poder a gran part de l'Àfrica central, que va propiciar l'establiment de sultanats hausa, destacant els sultanats de Gobir i l'Emirat de Kebbi, a la vall del riu Rima, i l'Emirat de Zamfara, que guerrejaven entre ells fent batudes d'esclaus, i per finançar la guerra constant, van imposar impostos elevats als seus ciutadans.
La regió entre el Níger i el llac Txad l'ocupaven els hausa, establerts a les ciutats, i els fulani, pastors de cabres i ovelles que poblaven les praderies entre les ciutats de tota la regió, i també hi havia altres grups ètnics que havien immigrat a la zona, com els tuareg. Amb l'augment del comerç, un bon nombre de fulani es va establir a les ciutats. La major part de la població s'havia convertit a l'islam, però les creences ancestrals encara persistien en moltes àrees. A finals del segle xviii va augmentar de la predicació islàmica als regnes hausa des del nord d'Àfrica i predicaven un retorn a la tradició islàmica.

## Formació
Els peuls de Nigèria van arribar a la regió de Kano procedents de Futa Toro i es van instal·lar al regne de Gobir, un dels set estats hausses. El peul Osman Dan Fodio, un destacat erudit i professor islàmic, va ser exiliat de Gobir pel rei Yunfa, un dels seus antics alumnes, i Usman va predicar la guerra santa, va ser elegit com el "Comandant dels fidels" (Amir al-Mu'minin) pels seus seguidors i va reunir un exèrcit islàmic per dirigir una gihad contra els regnes haussa del nord de Nigèria. Abdullahi dan Fodio i Abdullahi dan Fodio es van enfrontar i derrotar a la numèricament superior cavalleria de Gobir a la batalla de Tabkin Kwatto.
Usman dan Fodio va crear llavors una sèrie de banderes entre els que el seguien, creant una estructura política primerenca de l'imperi. Malgrat les pèrdues a la batalla de Tsuntua, les forces de dan Fodio van començar a prendre algunes ciutats clau a partir de 1805. Els fulani van utilitzar la guerra de guerrilles per girar el conflicte al seu favor, i van reunir el suport de la població civil, que havia arribat a ressentir-se del domini despòtic i dels alts impostos dels reis haussa. Fins i tot alguns Fulani no musulmans van començar a donar suport a dan Fodio. La guerra va durar des de 1804 fins a 1808, i va provocar milers de morts. Les forces de dan Fodio van poder capturar els estats de Katsina i Daura, l'important regne de Kano el 1807, l'emirat de Kebbi en 1808 i finalment van conquerir Gobir el 1809. El mateix any, Muhammed Bello, fill de dan Fodio, va fundar la ciutat de Sokoto, que es va convertir en la capital de l'estat de Sokoto.

## El Sultanat de Sokoto
Dan Fodio va morir en 1817 a Sokoto on residia des del 1815, quan ja malalt s'hi havia traslladat des de Sifawa. Dan Fodio va dividir l'estat en quatre parts el 1812. L'oest restava en mans del germà d'Osman Dan Fodio, de nom Abdulaye o Abdallah Dan Fodio, amb capital a Gwandu, a 17 km a l'oest de Sokoto, que ja hi governava des del 1808; sota la nominal autoritat d'aquest, el districte del sud (Yauri, Ilorin i Nupe) fou assignat a Abu Bakr Atiku i a Muhammad Buhari, fills d'Osman; el nord, sota l'autoritat del seu fill Muhammad Bello, fou assignat al cap militar Ali Jedo; Bello va governar a les províncies orientals.
Sota Bello, l'imperi peul fou conegut a Europa com sultanat de Sokoto (tot i que el seu títol era el d'amir al-muminín, és a dir, califa) i va incloure Katsina, Kano, Zaria, Hadeida, Adamawa, Gombe, Katagun, Nupe, Ilorin, Daura i Bauchi. Enmig de les campanyes Bello va escriure llibres d'història. La seva filla Asma va crear una organització de dones pietoses (les yam taru). Encara que Sokoto era la capital i residència principal la ciutat de Wurmo, 36 km al nord, fou també utilitzada per alguns successors com a residència temporal i ribat i Muhammad Bello hi fou enterrat. El califat de Sokoto fou l'estat autònom més gran d'Àfrica al segle xix, tot i que els diversos emirats dependents gaudien en la pràctica d'una independència efectiva.
Des de 1808 fins a mitjans de la dècada de 1830, l'estat de Sokoto es va expandir, annexant gradualment les planes a l'oest i parts clau de terres dels ioruba, convertint-se en un dels estats més grans d'Àfrica estenent-se des de l'actual Burkina Faso fins al Camerun i incloent la major part del nord de Nigèria i el sud de Níger. En el seu apogeu, l'estat de Sokoto va incloure més de 30 emirats diferents sota la seva estructura política, organitzada amb el soldà de Sokoto governant des de la ciutat de Sokoto i nomenava cada emir, que gaudia d'una àmplia independència i autonomia. Gran part del creixement de l'estat es va produir a través de l'establiment d'un extens sistema de ribats amb fortaleses emmurallades com a part de la política de consolidació de Muhammed Bello, el segon sultà, que va establir escoles, mercats i altres edificis que van resultar crucials en l'expansió mitjançant el desenvolupament de noves ciutats, l'assentament de la gent pastoral Fulani i el suport al creixement de les plantacions que eren vitals per a l'economia.
La major part dels gobirawa després del saqueig van resistir l'ocupació fulani a la part nord-est, dirigits per Sarkin Ali dan Yakubu i Sarkin Mayaki i amb el suport del governant haussa de Katsina la majoria d'ells es van traslladar d'Alkalawa a una nova capital, anomenada Tibiri el 1836, i es van revoltar contra el califat de Sokoto aquell any, però Muhammad Bello va aixafar la rebel·lió a la batalla de Gawakuke.
Sokoto i dependències foren un centre cultural i de difusió de l'islam. L'economia era sanejada encara que poc especialitzada. La Kadiriyya fou la confraria oficial però després i fou introduïda la Tidjaniyya (vers 1835, però fou adoptada després del 1845). Algunes creences religioses i més tard la pressió dels colonialistes europeus van forçar a l'emigració d'un milió de peuls, dels quals els descendents encara viuen als països del Sahel africà.
Ahmadu Rufai, fill de Dan Fodio va ser escollit soldà en 1867 com a compromís entre les reivindicacions dels fills de Muhammed Bello i Abu Bakr Atiku. Durant el seu mandat va fer les paus amb els Kebbawa acordant una treva amb el sultà d'Argungu, Abdullahi Toga. La treva va reconèixer la independència de l'Emirat de Kebbi i els seus drets a posseir les terres restants que els Kebbawa havien recuperat. Durant el seu regnat no hi va haver campanyes i batalles, però la prosperitat de Sokoto ja no depenia de les incursions doncs els emirs enviaven els seus regals i impostos.
Durant el regnat de Mu'azu va intentar recuperar Sabon Birni que Bawa, l'emir de Gobir i els sultans anteriors havien sotmès, es va concentrar a recuperar la ciutat però no va tenir èxit.

## Conquesta britànica
El 5 d'agost de 1890 els britànics i francesos van tancar un acord per dividir Àfrica de l'oest entre els dos poders colonials sense consultar als nadius. Sota aquest acord, Gran Bretanya adquiriria tots els territoris fins al Sultanat de Sokoto, que també li correspondria, mentre França agafaria les terres al nord. El francès Parfait-Louis Monteil va ser posat al front d'una expedició per descobrir els límits del nord del Sultanat de Sokoto. Va arribar a Argungu a l'estiu de 1891 però l'Emirat de Kebbi fou derrotat per Sokoto el març de 1892 i forçat a un cop més esdevenir un estat subjecte. Monteil també va trobar poca evidència de la presència reclamada a la regió de la Companyia Reial del Níger, a part d'uns quants dipòsits comercials a Gwandu.
Després de la Conferència de Berlín que va tenir lloc entre el 15 de novembre de 1884 i el 26 de febrer de 1885 els britànics s'havien expandit al sud de Nigèria, i el 1901 havien començat a traslladar-se al califat de Sokoto mentre els alemanys ho feien al Camerun. El general britànic Frederick Lugard, al capdavant de la Royal West African Frontier Force va utilitzar les rivalitats entre molts dels emirs del sud i l'administració central de Sokoto per impedir qualsevol defensa mentre avançava cap a la capital i els alemanys conquerien l'Emirat d'Adamawa. Quan els britànics s'acostaven a la ciutat de Sokoto, el nou sultà Muhammadu Attahiru I juntament amb Muhammad bin Anabwani van organitzar una ràpida defensa de la ciutat i van lluitar contra les forces britàniques que avançaven però el 15 de març de 1903 el coronel Thomas Morland, amb 700 soldats hauses va derrotar l'exèrcit de l’amir al-miminim i el comissari britànic Frederick Lugard va proclamar la sobirania britànica sobre Sokoto i els seus emirats. Muhammad Attahiru II (Muhammad al-Tahir II) fou posat al capdavant de l'estat sota control britànic, sent anomenat "sultà".
El 1956 la Nigèria del Nord o Septentrional va accedir a l'autonomia interna i el 1960 fou un dels tres estats de la Federació de Nigèria independent. El sardauna de Sokoto Alhaji Ahmadu Bello va ser el cap del govern o primer ministre de la regió i fou ell qui el 1965 va llençar la idea d'un califat de Sokoto que promovia la unitat i els ideals de bon govern sota la moral islàmica, i al mateix temps afavoria el control del seu partit (Northern People's Congress/Congrés dels Pobles Septentrionals) i d'ell mateix. Fou assassinat el 15 de gener de 1966 i la idea del califat no va acabar de quallar tot i el gran prestigi del sultà Abu Bakar (que governava des de 1838 i va seguir al front fins al 1988). Sokoto va mantenir no obstant una autoritat política i espiritual molt més gran que la que li correspondria pel seu pes econòmic.

## Economia
Després de l'establiment del Califat, hi va haver dècades de creixement econòmic a tota la regió amb un comerç important per les rutes transsaharianas, especialment després d'una onada de revoltes entre 1816 i 1817. Després de la Guerra fulani, totes les terres de l'imperi van ser declarades comunitals, però el sultà va assignar terres a individus o famílies, que podien ser heretades pels membres de la família, però no es podien vendre. L'intercanvi es basava principalment en esclaus, cauris o or. Els principals cultius produïts incloïen cotó, indi, cola i fruits secs de karité, gra, arròs, tabac i ceba.
L'esclavitud continuava sent una gran part de l'economia, tot i que el seu funcionament havia canviat amb el final del comerç atlàntic d'esclaus. Els esclaus s'obtenien en atacs i a través dels mercats. El fundador del Califat va permetre l'esclavitud només per als no musulmans doncs l'esclavitud era vista com un procés per portar aquests pobles a la comunitat musulmana. Al voltant de la meitat de la població del califat va ser esclavitzada al segle xix, amb un gran creixement amb les campanyes de la gihad, les guerres frontereres i les incursions esclavistes, i l'expansió de les plantacions agrícoles depenia del treball esclau. Aquestes plantacions es van establir al voltant dels ribats, i grans àrees de producció agrícola tenien lloc al voltant de les ciutats de l'imperi. La seva prosperitat comercial també es basava en les tradicions islàmiques, la integració del mercat, la pau interna i una extensa xarxa de comerç d'exportació.

## Llista d'emirs al-muminim i emirs
- Branca de Sokoto (1903 a Gran Bretanya)

1. Osman Dan Fodio 1804-1817
2. Muhammad Bello Mai Wurno 1817-1837
3. Abu-Bakr Atiku I Mai Katuru 1837-1842
4. Aliyu Babba Mai Cinaka 1842-1859
5. Ahmad 'Atiku Mai Cimola 1859-1866
6. Aliyu Karami 1866-1867
7. Ahmadu Rufai 1867-1873
8. Abu-Bakr Atiku II 1873-1877
9. Muazu Ahmad 1877-1881
10. Umar 1881-1891
11. Abdul-Rahman Mai Kano 1891-1902
12. Muhammad Attahiru I 1902-1903

- Branca de Gwandu (1903 a Gran Bretanya)

1. Abdullah (Abdoulaye) 1808-1828
2. Muhammad Wani 1828-1833
3. Khalil 1833-1858
4. Khaliru I 1858-1860
5. Aliyu 1860-1864
6. Abdul-Qadir 1864-1868
7. Mustafa 1868-1875
8. Hanafi 1875-1876
9. Malik 1876-1888
10. Umar Bakatara 1888-1897
11. Abdullah Bayero 1897-1898
12. Bayero Aliyu 1898-1903